# Рольново
Рольново (пол. Rolnowo, до 1945 года — нем. Rollnau) — деревня в Польше, находятся в Острудском повяте Варминьско-Мазурского воеводства, относится к гмине Моронг. Находится в 8 км к северо-западу от Моронга.
Деревня упоминается в документах 1402 года и 1408 года. Название Рольнау (нем. Rollnau), первоначально звучало как Рульнав — вероятно от прусского имени Рулена. В 1782 году в деревне было 9 домов («дымов»), в 1858 году в 20 домашних хозяйствах было 138 жителей. В 1937-39 годах здесь было 457 жителей. В 1973 году деревня относилась к Моронгскому повяту. В 1975—1998 годы административно относилось к Ольштынскому воеводству.